# Mimmi Ekholm
Mimmi Cecilia Elisabeth Ekholm, född den 17 oktober 1897 i Edeby, Väddö socken, död den 7 augusti 1961 i Uppsala domkyrkoförsamling, var en svensk företagsledare och betongfabrikör.
Ekholm arbetade vid AB Uppsala Cementgjuteri under i princip hela sitt yrkesverksamma liv. Genom att under den senare delen av 1930-talet successivt köpa upp aktierna i bolaget blev hon dess enda ägare tillika verkställande direktör. Bolaget expanderade kraftigt under Ekholms ledning och som företagsledare för Uppsala Cementgjuteri utmärkte hon sig därför under cirka två decennier i den vid tiden i övrigt mycket mansdominerande betong- och cementbranschen.

## Biografi

### Tidiga år
Ekholm föddes 1897 i Edeby i Väddö socken som dotter till skomakaren och mejeristen Mattias Ekholm (1863–1940) och dennes hustru pigan Maria Charlotta Ekholm, född Ersdotter (1868–1939), vilka båda var frikyrkligt engagerade. Ekholm var det äldsta syskonet av tre, och i familjen fanns även brodern David Vincent Ekholm (1901–1973) och systern Aina Judit Maria Ekholm (1908–1985 ), gift Westerman.
Familjen flyttade från Väddö till Uppsala 1912 där farbrodern Johan Ekholm (1865–1927) drev AB Johan Ekholms skofabrik. Flytten från Väddö berodde på att Mimmi Ekholms far Mattias Ekholm fått anställning på sin broders fabrik som förman efter en skada gjort att han inte kunde fortsätta sin egen yrkesverksamhet på Väddö. Ekholm flyttade hemifrån 1918 för studier.

### Utbildning och tidig karriär
Väl i Uppsala började Ekholm arbeta på farbroderns fabrik parallellt med kvällsstudier till kontorist vid Uppsala yrkesskola. Därefter flyttade hon hemifrån för att studera vid den då nyöppnade Sigtuna folkhögskola.
Ekholm tog efter avslutad skolgång 1921 anställning som kontorist vid Uppsala Cementgjuteri, vilket grundades 1919. Under sina första 15 år i bolaget fick Ekholm stor kännedom inte bara om företagets verksamhet utan även om branschen som sådan och avancerade till att så småningom få ett övergripande ansvar för alla bolagets affärer.

### Företagsledaren Mimmi Ekholm
När Uppsala Cementgjuteri ombildades från handelsbolag till aktiebolag 1936 blev Ekholm en av bolagets fem delägare genom att köpa aktier för sitt eget sparkapital. Under åren som följde köpte Ekholm upp fler av bolagets aktier till dess att hon bara fyra år senare, 1940, var dess enda delägare tillika verkställande direktör.
Under de cirka två decennier som Ekholm ledde bolaget expanderade det kraftigt. Personalstyrkan femdubblades till hundratalet anställda och verksamheten utökades så pass att den behövde flytta från sina tidigare lokaler vid Svartbäcksgatan och Kungsängstull i Uppsala till ett större område som förvärvades vid Börjetull i norra Uppsala. Bland Ekholms framgångsfaktorer som företagsledare kan nämnas dels hennes branschkännedom, dels att hon satte ett värde i att kontrollera hela leveranskedjan själv, från grustag till färdig produkt samt såg till att ha all underhållspersonal inom företaget i stället för att anlita underleverantörer.
Ekholm gjorde avtryck i den annars mansdominerande betong- och cementbranschen, och en av konkurrenterna ska som omdöme under en av Cementvarufabrikanternas kongresser sagt att "[det] går tio karlar på en sådan kraftkvinna som fröken Ekholm". Hon var även mångårig styrelseledamot i branchorganisationen Cementvarufabrikanternas riksförbund.
Som företagsledare tog Ekholm även ett socialt ansvar för sina anställda. Bland annat lät hon dem semestra vid släktgården på Väddö samt inrättade en pensionsstiftelse för att dryga ut tidigare anställdas pension.

### Privatliv
Ekholm förlovade sig med Harald Wallén 1927. Förhållandet blev dock inte långvarigt, och sedan det tog slut levde hon ensam. Ekholm fick inte några egna barn.
Vid sidan om sitt arbete var Ekholm kulturellt intresserad och ägnade sig även åt välgörenhetsarbete. Hon förvaltade även släktgården på Väddö, som hon höll som sommarbostad.
Ekholm avled efter en kortare tids sjukdom 1961, 63 år gammal. Hon är begravd på Väddö gamla kyrkogård.

## Eftermäle

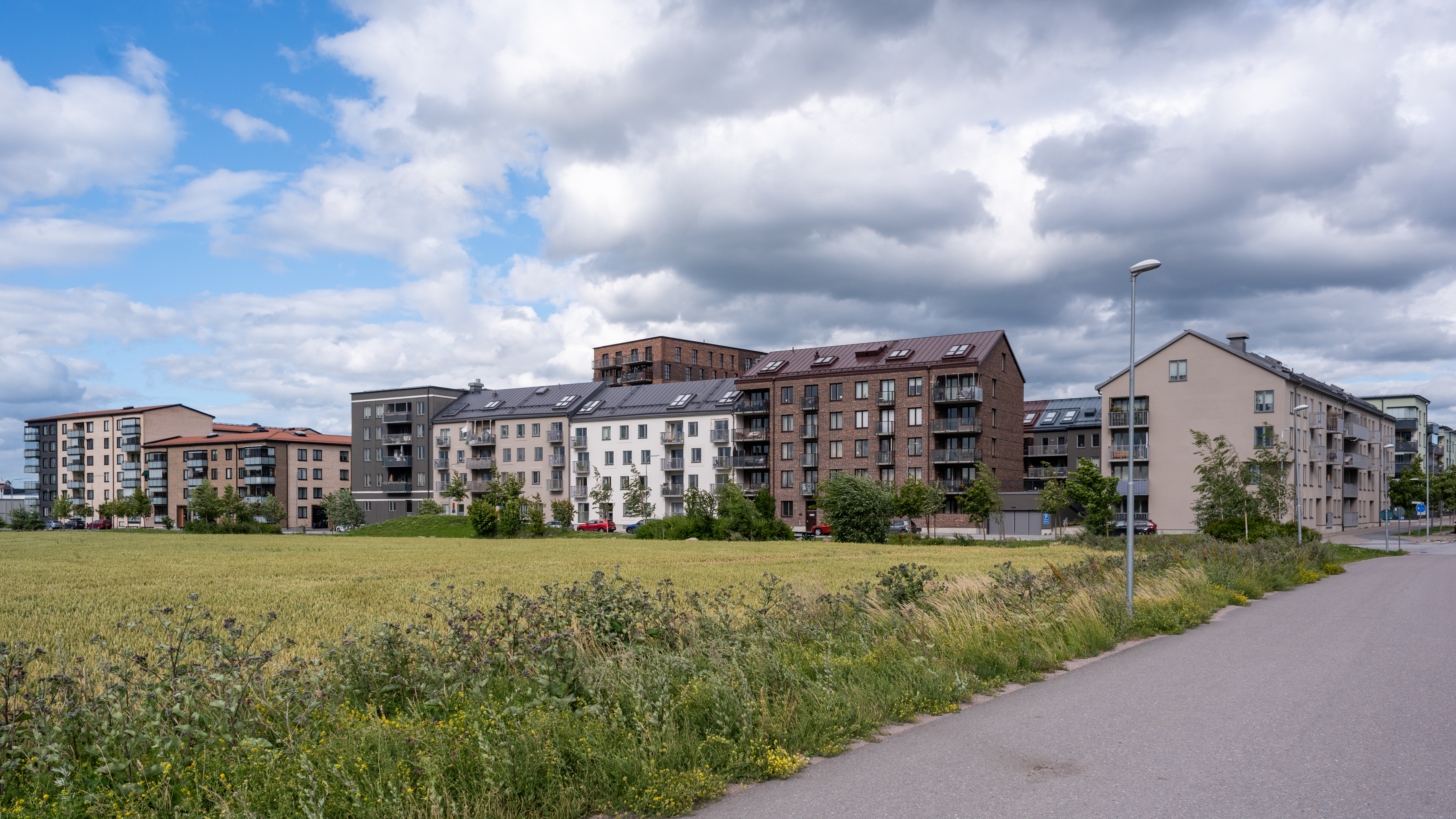
Det tidigare fabriksområdet med det nya bostadsområdet 2024.

Efter Ekholms död 1961 övertogs AB Uppsala Cementgjuteri av hennes båda brorsbarn till dess att verksamheten slutligen lades ner 2003. Bolagets firma finns dock kvar, men verksamheten består sedan 2003 av fastighetsförvaltning.
På platsen vid Börjetull där fabriken låg fram till dess att den avvecklades 2003 har sedan dess ett bostadsområde vuxit fram som tillhör stadsdelarna Luthagen-Stabby i Uppsala, kvarteret heter Cementgjuteriet. I bostadsområdet har Ekholm fått torget Mimmi Ekholms plats uppkallat efter sig. Konstnären Anna-Karin Brus har på uppdrag av Uppsala kommun utfört konstverket Concrete Queen till Ekholms minne, vilket är uppfört i kvarteret Cementgjuteriet. Ytterligare ett konstverk som hyllar Ekholm finns på Mimmi Ekholms plats och består av en gestaltning av en skrivmaskin i jätteformat.